# Macrourus holotrachys
Macrourus holotrachys és una espècie de peix de la família dels macrúrids i de l'ordre dels gadiformes que es troba des de l'est del Riu de La Plata fins a les Illes Malvines i Geòrgia del Sud.
És un peix d'aigües profundes que viu entre 300-1400 m de fondària. Els mascles poden assolir 80 cm de llargària total.